# Василой Петро Георгійович
Петро Георгійович Василой (16 березня 1949, село Циганка, тепер Кантемірського району, Молдова) — радянський діяч, слюсар нестандартного обладнання науково-виробничого об'єднання «Молдовгідромаш» Молдавської РСР. Член ЦК КПРС у 1990—1991 роках.

## Життєпис
У 1967—1968 роках — газоелектрозварник заводу імені Фрунзе міста Кишинева.
У 1968 році закінчив вечірню середню школу в місті Кишиневі.
З 1968 по 1970 рік служив у Радянській армії.
У 1970—1982 роках — газоелектрозварник науково-виробничого об'єднання «Молдовгідромаш» міста Кишинева Молдавської РСР.
Член КПРС з 1977 року.
З 1982 року — слюсар нестандартного обладнання науково-виробничого об'єднання «Молдовгідромаш» міста Кишинева Молдавської РСР.
Подальша доля невідома.